# ASD Sporting Terni
Associazione Sportiva Dilettantistica Sporting Terni byl italský fotbalový klub sídlící ve městě Terni. Klub vznikl v roce 2009 sloučením klubů G. S. Arrone (hrající v sezóně 2008/09 Serii D), Gabelletta a Nuova Virgilio Maroso. Klub byl zařazen pro sezónu 2009/10 do Eccellenzy, ale vzhledem k velkému počtu odstoupivších klubů v Serii D, byl přeřazen právě do Serie D. V létě 2013 klub nepodal přihlášku pro následující ročník Serie D a byl poté následně rozpuštěn.